# Нахімовський район

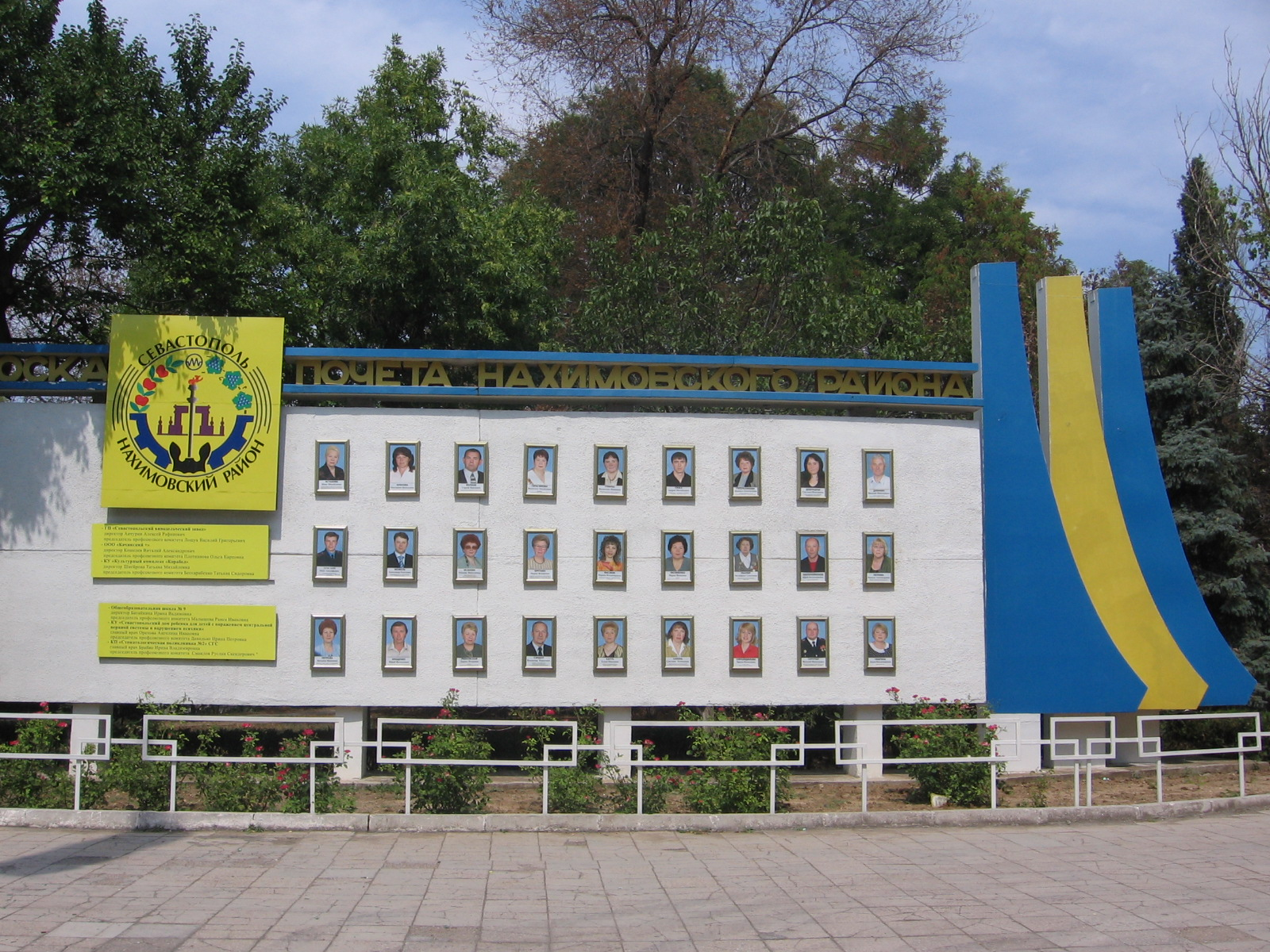
Дошка пошани

Нахімовський (Корабельний) район (крим. Nahimov rayonı) — міський район Севастополя, утворений 25 лютого 1938 року під назвою Північний (розташовувався на Північній стороні міста). 14 жовтня 1954 року став називатися Нахімовським, а 24 квітня 1957 року Указом Президії Верховної Ради УРСР об'єднаний з Корабельним районом (знаходився на Корабельній стороні Севастополя).

## Місцевості
Корабельна сторона:
- Корабельна сторона
- Абрикосівка
- Аполлонівка
- Бомбори
- Воронцова гора
- Георгіївська балка
- Горпищенка
- Дергачі
- Зелена Гірка
- Пересип
- Проспект Перемоги
- Татарська слобідка
- Хрульова

Північна сторона:
- Північна сторона
- Бартеньєвка
- Голландія
- Любимівка
- Мекензієві гори
- Нахалівка
- Радіогірка
- Учкуєвка

До 7.09.2023 до Нахімовського району також входили 14 населених пунктів — 1 смт, 12 сіл та селище, що підпорядковані одній селищній та двом сільським радам, зараз передані до Бахчисарайського району Автономної Республіки Крим:
- Андріївка
- Верхньосадове
- Вишневе
- Дальнє
- Камишли
- Кача
- Орлівка
- Осипенко
- Пироговка
- Поворотне
- Полюшко
- Сонячний
- Фронтове
- Фруктове

## Опис
Район розташований у північній, північно-східній, східній частинах міста. Його північна частина межує з Бахчисарайським районом Автономної Республіки Крим, південна — з Балаклавським і західна —  з Ленінським районами Севастополя.
Загальна площа району — 23150 га, зокрема, до сільської зони відноситься 10700 га; це — другий за величиною район міста. Чисельність населення району — близько 110 тисяч.

## Історія
Утворений 25 лютого 1938 року під назвою Північний, коли місто було розділене на три райони. 1948 року даний поділ був скасований.
У 1949 році поділ міста був відновлений. 14 жовтня 1954 року Північний район став називатися Нахімовським, а 1957 року був об'єднаний з Корабельним.
Після російської окупації Криму в 2014 році був утворений Нахімовський муніципальний округ — окупаційне утворення, наділене згідно з законом окупаційної влади міста Севастополя від 3 червня 2014 року № 17 − ЗС «Про встановлення кордонів і статус муніципальних утворень в місті Севастополі» статусом внутрішньоміського муніципального утворення у Нахімовському районі міста Севастополь.

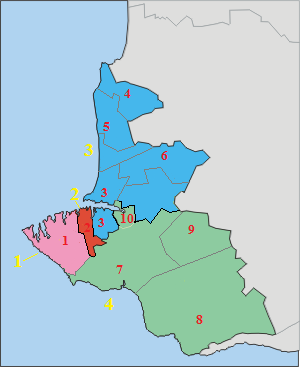
Нахімовський район — № 3 (жовтим), окупаційний Нахімовський муніципальний округ — № 3 (червоним двічі: Корабельна сторона (південна половина) і Північна сторона)

Окупаційний муніципальний округ охоплює з 2014 року Корабельну і Північну сторони в межах міста Севастополь. За оцінкою на 1 липня 2014 року чисельність населення становила 85 459 осіб. За підсумками окупаційного перепису населення в Кримському федеральному окрузі станом на 14 жовтня 2014 року чисельність постійного населення муніципального округу склала 86 693 людини (100 % з яких — міське).

## Економіка
У Нахімовському районі розташовано близько 1700 підприємств, установ і організацій. Найбільші галузі економіки району — судноремонт, виноградарство й виноробство.
В районі розташоване найбільше підприємство Севастополя — ВАТ «Севморзавод», що володіє комплексом унікальних сухих доків, серед яких найбільший на Чорному морі Північний док, здатний прийняти судна водотоннажністю більш як 50 тисяч тонн.
У сільській зоні Нахімовського району розташовані великі радгоспи, що спеціалізуються на вирощуванні та переробці винограду і фруктів, серед них — радгосп-завод «Качинський+», що зумів за роки незалежності України пройти шлях від підприємства-банкрута до самої динамічної в розвитку агрофірми Криму, що незмінно збирає рекордні врожаї добірного винограду.
В самому серці району, неподалік від залізничного вокзалу міста, знаходиться Севастопольський виноробний завод — виробник шампанського, що широко експортується, в основному — до Західної Європи.
На території Нахімовського району розташовані два великих аеродроми — «Бельбек» і «Кача», здатні приймати літаки будь-якого класу.

## Наука і освіта
На Північній стороні, у бухті Голландія, розташований єдиний в Україні Севастопольський інститут ядерної енергетики і промисловості, що готує фахівців для атомних і теплових електростанцій країни. Цей інститут був сформований за роки незалежності України на базі військово-морського інженерного училища, що готувало кадри для атомного підвідного флоту СРСР. У вищих навчальних закладах проходять навчання понад 4,5 тис. студентів.
У 2000 році на Корабельній стороні була відкрита Чорноморська філія Московського державного університету ім. М. В. Ломоносова.
На території району функціонують: 20 загальноосвітніх шкіл, 4 школи-інтерната, школа-гімназія з українською мовою навчання і 19 шкіл з поглибленим вивченням англійської мови. Дитячий будинок, 23 дошкільних навчальних заклади, 2 професійних технічних училища.

## Пам'ятники і пам'ятні місця
У Нахімовському районі знаходяться багато відомих пам'ятників військової історії — меморіальні комплекси на Малаховому кургані, Братерський цвинтар на Північній стороні, де поховано більш як 150 тисяч воїнів, що загинули в дні Першої і Другої оборон Севастополя, жертви катастроф на лінкорі «Новоросійськ», атомних підводних човнах «Комсомолець» і «Курськ».

## Розваги
В Нахімовському районі знаходиться севастопольський зоопарк. Сюди можна прийти відпочити як дорослим, так і дітям. Зоопарк був відкритий 2012 року Ремігіюсом Врадієм.